# Ruta Estatal de California 86

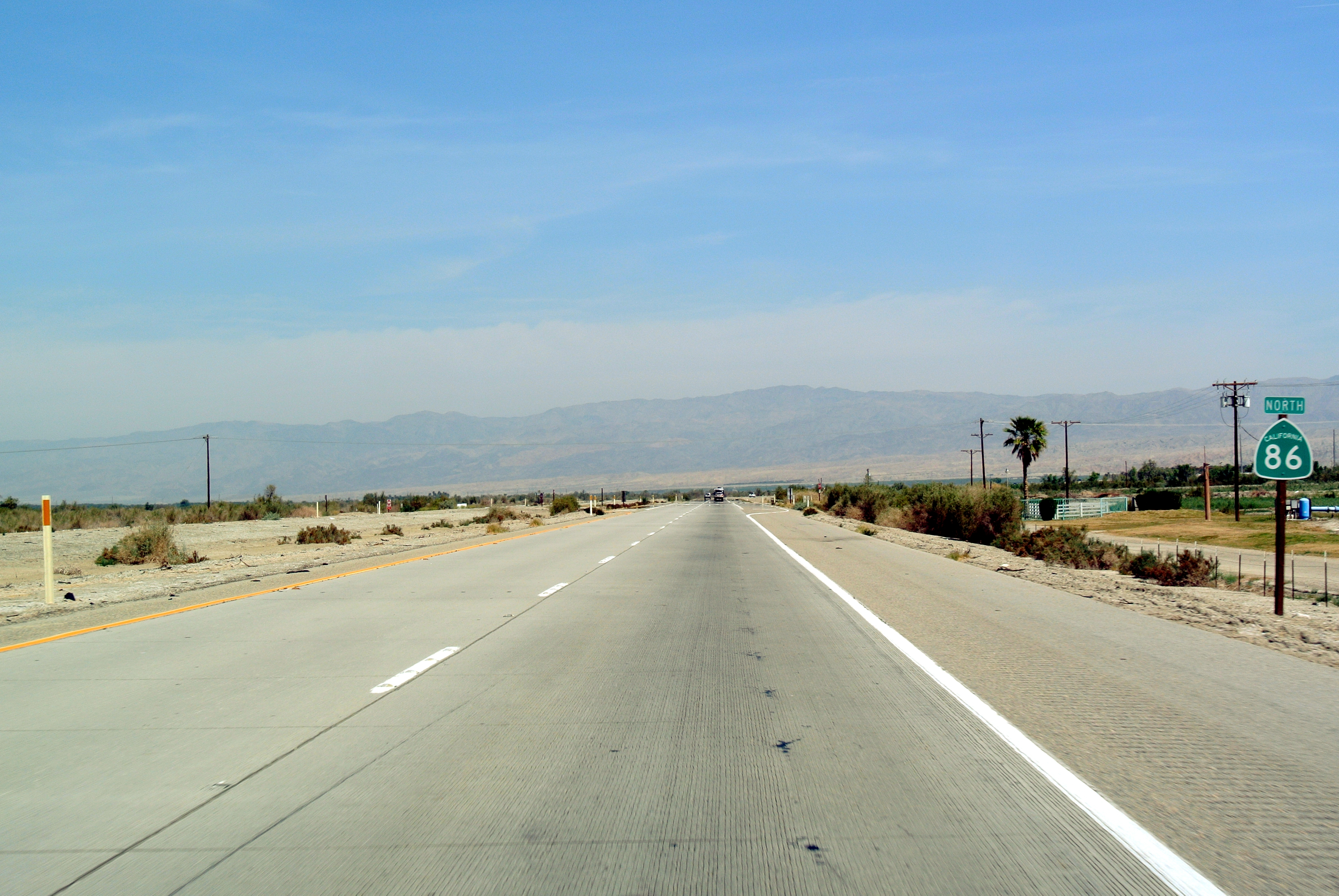
Ruta Estatal de California 86 cerca de Salton City

La Ruta Estatal de California 86, y abreviada SR 86 (en inglés: California State Route 86) es una carretera estatal estadounidense ubicada en el estado de California. La carretera inicia en el Sur desde la SR 111     cerca de Calexico hacia el Norte en la SR 111  , BL 10   en Indio. La carretera tiene una longitud de 145,9 km (90.67 mi).

## Mantenimiento
Al igual que las autopistas interestatales, y las rutas federales y el resto de carreteras estatales, la Ruta Estatal de California 86 es administrada y mantenida por el Departamento de Transporte de California por sus siglas en inglés Caltrans.

## Cruces
La Ruta Estatal de California 86 es atravesada principalmente por la  I 8     en El Centro
 SR 78     en Brawley.